# Stonewall Jackson
Thomas Jonathan „Stonewall” Jackson (n. 21 ianuarie 1824, Clarksburg⁠(d), Virginia, SUA – d. 10 mai 1863, Guinea⁠(d), Comitatul Caroline, Virginia, SUA) a fost un general confederat în timpul Războiului Civil American. A fost ucis după o victorie a acestuia, în timp ce căuta cel mai scurt drum spre liniile Confederației. Se spune că ar fi fost ucis chiar de soldații din liniile lor, aceștia trăgând fără să se uite în cine trag. Glonțul cu care fusese omorât era perfect rotund; tip de glonț specific armatei confederației. A fost un bun prieten al generalului Lee, acesta cerându-i sfatul mai mereu. 